# Sphagnum isoviitae
Sphagnum isoviitae là một loài rêu trong họ Sphagnaceae. Loài này được Flatberg mô tả khoa học đầu tiên năm 1992.